# Marek Wójcik

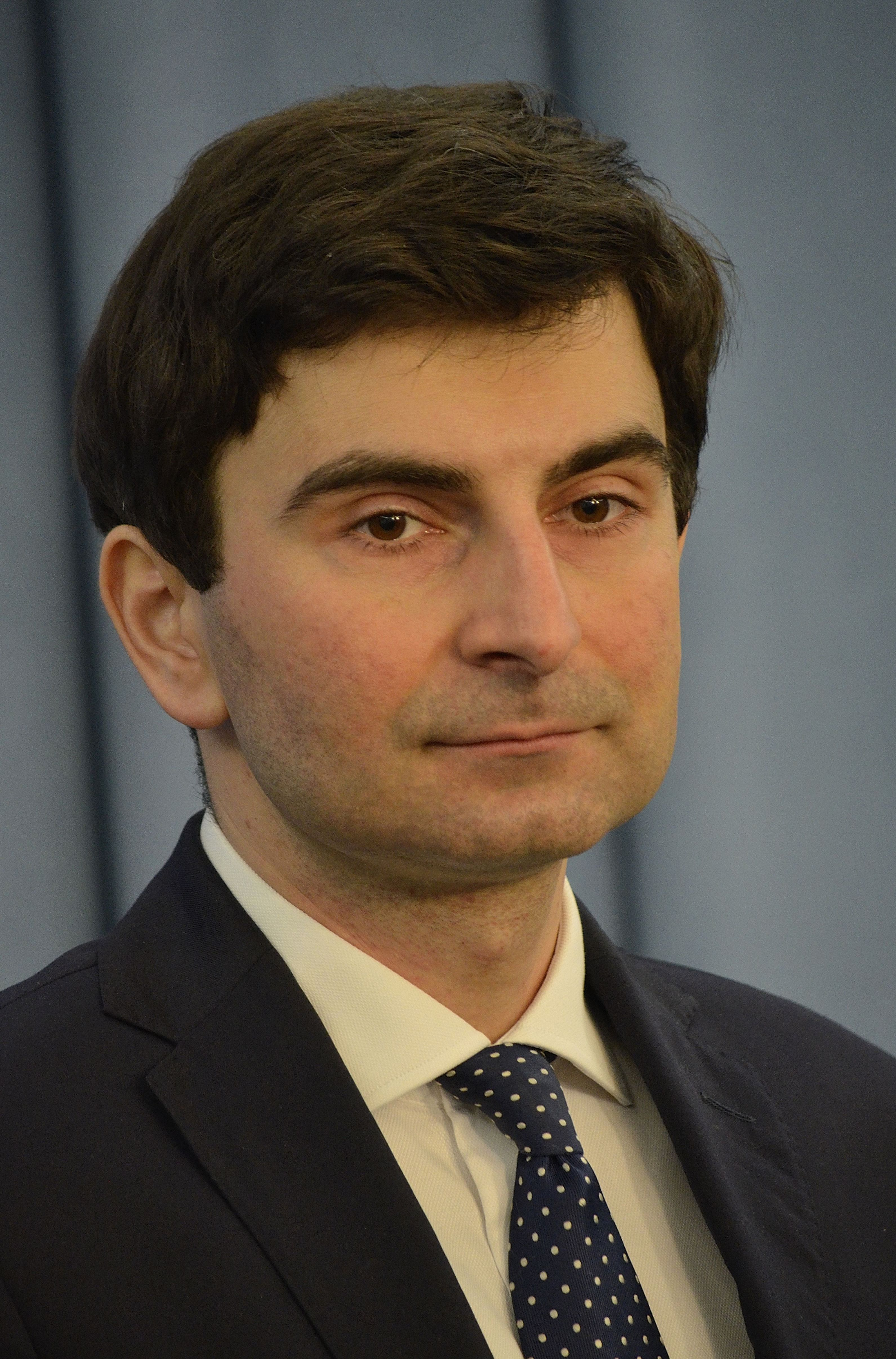
Marek Wójcik, 2015.

Marek Krzysztof Wójcik (* 24. März 1980 in Katowice) ist ein polnischer Politiker der Platforma Obywatelska. Er gehörte von 2005 bis 2019 dem Sejm in der V., VI., VII. und VIII. Wahlperiode an. Seit 2023 ist er Woiwode der Woiwodschaft Schlesien.

## Leben und Beruf
Wójcik hat ein Jura-Studium an der Schlesischen Universität in Katowice im Jahre 2015 abgeschlossen. Von 2004 bis 2005 war er Mitarbeiter des Europaabgeordneten Jan Olbrycht. 2006 wurde Wójcik Vizepräsident der Vereinigung Europa jest prosta (Europa ist einfach), deren Mitglied er seit 2004 war. Er wurde 2010 Mitglied des Programmvorstandes von Telewizja Polska.
Wójcik ist verheiratet und hat zwei Töchter.

## Politik
Seit 1997 ist Marek Wójcik Mitglied der Młodzi Demokraci (Junge Demokraten). 1999 trat er in die Unia Wolności ein. 2001 wurde er dann Mitglied der Platforma Obywatelska (PO). 2002 bis 2005 war er Mitglied des Stadtrates von Katowice. 2004 bis 2006 war er Mitglied des Vorstandes der Młodzi Demokraci. Bei den Parlamentswahlen 2005 und 2007 wurde Wójcik für die Platforma Obywatelska im Wahlkreis 31 Katowice in den Sejm gewählt. Dort arbeitete er (2008) in den Kommissionen für Verwaltung und Internes und Angelegenheiten der Europäischen Union. Weiterhin war er in der Kommission zur Untersuchung der Todesumstände von Barbara Blida (Komisja Śledcza do zbadania okoliczności tragicznej śmierci byłej posłanki Barbary Blidy). Auch bei den Wahlen 2011 und 2015 wurde er wieder in das Parlament gewählt. Hingegen verpasste er bei der Parlamentswahl 2019 den Wiedereinzug in den Sejm.
Im Dezember 2023 wurde er zum Woiwoden der Woiwodschaft Schlesien berufen.